# Live! (película)
Live!, o "Ruleta Rusa en Vivo" en Latinoamérica, es una película dirigida y escrita por Bill Guttentag, con la participación de los actores Eva Mendes y David Krumholtz. Originalmente fue lanzada en abril de 2008 en el festival Tribeca Film.

## Sinopsis
Katy (Eva Mendes) es una ejecutiva de televisión que desarrolla lo que ella considera que se convertirá en el programa de televisión más visto de todos los tiempos, el reality show Live!, donde los concursantes juegan a la ruleta rusa con un arma cargada.
Mientras Katy lucha para superar los obstáculos ante la Comisión Federal de las Comunicaciones, su equipo, los publicistas del show y un director de documentales, Rex (David Krumholtz), filman cada minuto de su glamorosa vida para hacer un documental sobre ella.
El documentalista se incorpora al show realizando segmentos con la vida de cada uno de los concursantes, al final mueren todos incluyendo a un joven escritor (Rob Brown), una estrella de los deportes extremos (Eric Lively), un hombre tratando de salvar la granja familiar (Jeffrey Dean Morgan), una aspirante a actriz (Katie Cassidy), una supermodelo convertida en artista de performances (Monet Mazur), y un joven inmigrante decidido a ayudar a su familia (Jay Hernández)